# Dissonus excavatus
Dissonus excavatus is een eenoogkreeftjessoort uit de familie van de Dissonidae. De wetenschappelijke naam van de soort is voor het eerst geldig gepubliceerd in 2008 door Boxshall, Lin, Ho, Ohtsuka, Venmathi Maran & Justine.